# 穆罕默德·侯賽因
穆罕默德·侯賽因（Mohamed Hussein，1991年9月10日—）是一名埃及游泳運動員，主攻100公尺和200公尺仰式、200公尺混合式項目。他曾獲得2015年非洲運動會4×100公尺混合式接力冠軍。

## 外部連結
- College Swimming